# November 1937
| Deze maand                                                                                            |
| --- |
| - Fascistische grondwet in Brazilië - Val van Shanghai; Nanking bedreigd - Regering-Janson treedt aan |

De volgende gebeurtenissen speelden zich af in november 1937. 
- 1 - In Nederland wordt de crisisheffing op rundvlees, al eerder van 20% naar 5% verlaagd, volledig afgeschaft.
- 1 - Twee mannen die in Bern waren veroordeeld op basis van het verspreiden van de Protocollen van de wijzen van Sion worden in hoger beroep vrijgesproken.
- 3 - In Brussel neemt een internationale conferentie een aanvang om de Chinees-Japanse Oorlog te bespreken; Japan weigert echter deelname.
- 4 - Bij de non-interventiecommissie betreffende de Spaanse Burgeroorlog wordt een voorstel aangenomen, dat  de terugzending van alle buitenlandse vrijwilligers en het toekennen van belligerente rechten aan beide partijen behelst.
- 6[1] - Italië trekt zijn ambassadeur uit Frankrijk terug.
- 6[1] - In Palestina wordt de immigratie van Joden beperkt na voortgaande ongeregeldheden tussen Joden en Arabieren.
- 6[1] - De autonome regering van Binnen-Mongolië wordt gevormd.
- 6 - Italië besluit toe te treden tot het anti-communistische pact tussen Duitsland en Japan.
- 6 - De Universiteit van Leuven kent eredoctoraten toe aan Marie-Elisabeth Belpaire, Gerard Brom, Stijn Streuvels, Anton van Duinkerken en Cyriel Verschaeve.
- 8[1] - Bankbiljetten uitgegeven door de Curaçaosche Bank worden wettig betaalmiddel op Curaçao.
- 8 - In Danzig wordt de oprichting van nieuwe politieke partijen verboden.
- 9[1] - Het Verenigd Koninkrijk vraagt Portugal de verdediging van Macau te versterken om zo een Japanse aanval op Hongkong of Kanton vanuit die richting te bemoeilijken.
- 10 - In Brazilië wordt een nieuwe grondwet naar Italiaans model ingevoerd. President Getulio Vargas, die volgens de oude grondwet had moeten aftreden zonder herkiesbaar te zijn, zal aanblijven in elk geval tot een volksstemming over de grondwet gehouden zal zijn. In de nieuwe grondwet wordt het parlement buitenspel gezet.
- 11[1] - In Luxemburg wordt een nieuwe regering gevormd met Peter Dupong als minister-president.
- 11 - In het Verenigd Koninkrijk wordt een voorstel ingediend tot nationalisatie van de steenkoolmijnen
- 12 - Japan weigert opnieuw deel te nemen aan de internationale conferentie betreffende de Chinees-Japanse Oorlog.
- 13[1] - De Chinese troepen verlaten Shanghai, dat derhalve in Japanse handen valt. (zie: Slag om Shanghai)
- 14 - Japan landt troepen langs de Jangtsekiang die moeten voorkomen dat de zich uit Shanghai terugtrekkende Chinese troepen Nanking bereiken.
- 15[1] - De regeringsformatie in België door Hendrik de Man, Hubert Pierlot en Paul-Henri Spaak mislukt.
- 15 - Jacob Evert de Vos van Steenwijk treedt aan als burgemeester van Haarlem.
- 15 - Duitsland en Tsjecho-Slowakije tekenen een overeenkomst die de grens tussen beide landen vastlegt.
- 18 - In Roemenië treedt een nieuwe regering aan, evenals de vorige met Gheorghe Tătărescu als premier.
- 23 - In Frankrijk worden plannen tot staatsgreep door de Cagoule ontdekt. Diverse leden worden gevangengenomen.
- 24 - In België treedt een nieuwe regering aan onder leiding van de liberaal Paul Emile Janson, zie regering-Janson.
- 25 - De wereldtentoonstelling van 1937 in Parijs wordt afgesloten.
- 26[1] - Amadeus van Aosta wordt benoemd tot onderkoning van Italiaans Oost-Afrika.
- 26 - Hjalmar Schacht treedt af als minister van Economische Zaken van Duitsland. Hij blijft aan als president van de Rijksbank. Walther Funk zal hem per 15 januari opvolgen.
- 28 - In een Zwitsers referendum wordt een voorstel om de vrijmetselarij te verbieden, met grote meerderheid verworpen.
- 28 - Er wordt een aanslag gepleegd op de Egyptische premier Nahas Pasja.
- 29 - Prins Bernhard raakt gewond in een verkeersongeval.
- 29 - President Roosevelt dient een voorstel in bij het Congres voor de bouw van 3 tot 4 miljoen nieuwe woningen in de komende 5 jaar. De woningen worden met particulier geld gebouwd, maar de overheid zal helpen met onder meer het ter beschikking stellen van goedkope hypotheken.
- 30 - De nieuwe behuizing van het Rijksmuseum voor Volkenkunde in Leiden wordt officieel geopend.

en verder:
- In Frans-Marokko vinden nationalistische onlusten tegen de Fransen plaats.
- De Nederlandse regering stelt belastingverhogingen voor om een uitbreiding van de defensie-uitgaven te bekostigen.
- Haïti protesteert bij de Dominicaanse Republiek vanwege de moord op 4000 planters aan de grens tussen beide landen.
- In Palestina vinden nog steeds geregeld aanslagen van Arabieren op Joden plaats.
- De Nobelprijzen worden uitgereikt:
  - Fysiologie of Geneeskunde: Albert Szent-Györgyi voor zijn onderzoek rond vitamine C.
  - Literatuur: Roger Martin du Gard
  - Scheikunde: Walter Haworth en Paul Karrer
  - Natuurkunde: Clinton Davisson en George Thomson voor hun ontdekkingen op het gebied van interferentie bij emissie van elektronen
  - Vrede: Robert Cecil van Chelwood

<< · januari · februari · maart · april · mei · juni · juli · augustus · september · oktober · november · december · >>